# كلوريد الحديد الثلاثي
 كلوريد الحديد الثلاثي مركب كيميائي  له الصيغة FeCl3 ، ويكون على شكل بلورات صفراء (سداسي هيدرات) . 

## الخواص
- حالة أكسدة الحديد في هذا المركب +3 ويمتلك خاصية استرطاب كبيرة ويوجد غالباً على شكل سداسي هيدرات، وله رائحة كلوريد الهيدروجين على الغالب.
- ينحل مركب كلوريد الحديد الثلاثي بشكل جيد في الماء مشكلاً محلولاً ذي خاصية حمضية حيث أن الأس الهيدروجيني لمحلول 0.1 مولي مقداره 2.0، كما ينحل أيضاً في الإيثانول والأسيتون وثنائي إيثيل الإيثر.[7]
- الشكل اللامائي له بلورات لونها أخضر لها بنية كلوريد الكروم الثلاثي وتتسامى عند حوالي 120°س

في الحالة الغازية يمكن الحصول على متماثر ثنائي ديمير Fe2Cl6.
- المحاليل المائية من كلوريد الحديد الثلاثي لها لون بني نتيجة الحلمهة. بإضافة حمض هيدروكلوريك [ع 1] يصبح المحلول رائقاً وله لون أصفر بسبب انزياح التوازن في عملية الحلمهة نتيجة ازدياد تركيز أيونات (شوارد) الكلوريد في المحلول، وبسبب تشكل معقدات من رباعي كلوريد الحديد - [FeCl4]

## التحضير
يحضر كلوريد الحديد الثلاثي من تفاعل غاز الكلور مع كلوريد الحديد الثنائي في وسط مائي حسب المعادلة:
يحضر الشكل اللا مائي من كلوريد الحديد الثلاثي من تمرير غاز الكلور على الحديد عند درجات حرارة مرتفعة.

## البنية
يكون الترتيب الحقيقي لمرتبطات الماء حول ذرة الحديد المركزية على الشكل التالي:
[Fe(Cl2)(H2O)4]Cl.2H2O
حيث توجد ذرتا الكلور بموقع مفروق (ترانس) بالنسبة لبعضهما البعض في بنية كلوريد الحديد الثلاثي ثمانية الوجوه.

## الاستخدامات
- يستخدم مركب كلوريد الحديد الثلاثي في أحواض الصباغة وفي المطابع.
- يستخدم بشكل واسع كمادة كاشطة etching وذلك للخواص المؤكسدة القوية خاصة في مجال الإلكترونيات.

Cu + 2FeCl3 → CuCl2 + 2FeCl2
- الشكل اللامائي من كلوريد الحديد الثلاثي يعد من أحماض لويس القوية لذا يعد من الحفازات المهمة للتفاعلات الكيميائية، من أشهرها تفاعل ألكلة فريدل كرافتس.